# 江成正元
江成 正元（えなり まさもと、1989年〈昭和64年〉1月1日 - ）は、日本の俳優。東京都世田谷区出身。
兄はえなりかずき。

## 出演

### テレビドラマ
- 翔ぶが如く（NHK、1990年（平成2年））
- さくら（NHK、2002年（平成14年）） - 沼田大介 役
- えなりかずきの少年探偵・事件でござる2・3（フジテレビ、2003年（平成15年）） - 小森錦一 役
- 金田一少年の事件簿 吸血鬼伝説殺人事件（NTV、2005年（平成17年）） - 貴船葉平 役
- 妻たちの新幹線（NHK、2014年（平成26年）） - 島直 役

### バラエティ番組
- コメディーお江戸でござる（NHK） - 準レギュラーの子役として兄に続いて出演。
- 将棋講座（NHK教育、2003年（平成15年）） - 清水市代を講師に迎え、生徒として出演。
- 新春かくし芸大会（フジテレビ、2005年（平成17年）） - 兄と共に「大奥女中絵巻」演目で出演。ほかの回では、兄といつもここからのネタ真似で共演している。
- 踊る!さんま御殿!!（NTV） - 兄と出演。

### アニメ映画
- ゼノ かぎりなき愛に（1999年（平成11年）） - 少年時代のゲンタロウ 役